# Amblyseius parakaguya
Amblyseius parakaguya är en spindeldjursart som beskrevs av Denmark och Edland 2002. Amblyseius parakaguya ingår i släktet Amblyseius och familjen Phytoseiidae. Inga underarter finns listade i Catalogue of Life.